# Martin Esposito
Pour les articles homonymes, voir Esposito.
Martin Esposito, né le 24 septembre 1977 à Grasse, est un acteur, scénariste et réalisateur français.

## Biographie
Fils de la réalisatrice Philomène Esposito, Martin Esposito quitte la France à quinze ans pour se consacrer à sa carrière sportive de windsurf.
À l'âge de vingt-deux ans, il revient en France pour se tourner vers la photographie et le cinéma.
Il devient réalisateur et acteur,.

## Filmographie

### Réalisateur
- 2001 : Le Couloir (court métrage produit par Aiuto Productions) ;
- 2005 : Jardin secret (court métrage produit par Aiuto Productions)[4] ;
- 2006 : Rider on the Storm (court métrage de 20 minutes, produit par Mother and Son)[5] ;
- 2013 : Super Trash (long métrage documentaire, produit par Mother and SON)[6] ;
- 2016 : Le Potager de mon grand-père (long métrage documentaire, produit par Mother And Son)[7].

### Acteur

#### Cinéma
- 1989 : La Strada del sol (court-métrage)
- 1998 : Toni (long métrage)
- 2000 : Le Couloir : (court métrage)
- 2003 : Jardin secret (court métrage)
- 2005 : Incontrôlable (long métrage)

#### Téléfilms
- 2001 : Les Ritaliens (téléfilm)
- 2002 : Le Premier fils (téléfilm)
- 2005 : Les Courriers de la mort (téléfilm en deux parties)
- 2006 : Mes parents chéris (téléfilm)